# 11-я танковая дивизия (вермахт)
11-я танковая дивизия (нем. 11. Panzer-Division) — тактическое соединение сухопутных войск вооружённых сил нацистской Германии. Принимала участие во Второй мировой войне. Сформирована в августе 1940 года.

## Формирование
Дивизия была сформирована 1 августа 1940 года на базе 11-й стрелковой бригады и 15-го танкового полка, выделенного из 5-й танковой дивизии, а также элементов 231-й пехотной дивизии, 311-й пехотной дивизии и 209-й пехотной дивизии. Была укомплектована, в основном, выходцами из Силезии (Wehrkreis VIII).

## Боевой путь

### 1941 год
После формирования 11-я танковая дивизия была включена в XV моторизованный корпус 12-й армии в Польше. В начале 1941 года вместе с армией направлена в Румынию и Болгарию для подготовки вторжения в Югославию.
Дивизия вошла в состав 1-й танковой группы Эвальда фон Клейста и 7 апреля нанесла удар с территории Болгарии. Достигнув Скопье, 5-я и 11-я танковые дивизии отделились от сил Клейста и двинулись на север в направлении г. Ниш. После захвата города дивизия была брошена в наступление на Белград. Военнослужащие дивизии стремились первыми войти в город, но, войдя, обнаружили там 10 человек из мотоциклетной разведывательной роты моторизованной дивизии СС «Рейх», которые приняли капитуляцию города.
С 22 июня в операции «Барбаросса», в составе XLVIII моторизованного корпуса 1-й танковой группы группы армий «Юг».
| № части                 | Pz I (pio) | Pz II | Pz III (3,7cm) | Pz III (5cm) | Pz IV | PzBefWg I | PzBefWg III | Всего |
| ----------------------- | ---------- | ----- | -------------- | ------------ | ----- | --------- | ----------- | ----- |
| 15-й танковый полк      |            | 44    | 24             | 47           | 20    |           | 8           | 143   |
| 209-й саперный батальон | 11         |       |                |              |       |           |             | 11    |
| Прочее                  |            |       |                |              |       | 12        |             | 12    |
| Всего                   | 11         | 44    | 24             | 47           | 20    | 12        | 8           | 166   |

В первый день войны дивизия переправилась через реку Западный Буг в районе Сокаля, была введена в стык между 57-й и 75-й пехотными дивизиями и к исходу дня продвинулась на 25 километров.
24 июня заняла Радзехув, где отразила атаки советской 10-й танковой дивизии. К исходу суток разведывательные подразделения дивизии вышли к реке Стырь, в 10 километрах юго-западнее Берестечко.
Вечером 25 июня дивизия ворвалась в Дубно, где захватила 203-мм гаубицы Б-4 артиллерийского полка РГК в количестве 23 штук.
Во второй половине дня 26 июня подразделения дивизии отошли на 30 километров к городу под натиском советской 43-й танковой дивизии. В свою очередь немцы обошли её левый фланг и к исходу суток вышли к реке Горынь и заняли город Острог.
В течение нескольких дней здесь велись ожесточённые бои против контратакующей советской 109-й моторизованной дивизии.
1 июля: На северном крыле группы армий «Юг» 11-я танковая дивизия, как и предполагал Гальдер, не смогла продвинуться.
7 июля дивизия заняла Чуднов.
7 июля 1941 года 11-я танковая дивизия достигла Бердичева и в 19:00 по местному времени первые немецкие танки появились на улицах города. 8 июля 1941 года Бердичев был занят немцами полностью.
8—13 июля дивизия обороняла город от атак советского 16-го механизированного корпуса и остатков других корпусов. Затем 11-я танковая дивизия была введена в разрыв между советскими 5-й и 6-й армиями, участвовала в окружении у Умани.
По решению командующего Юго-Западным фронтом, 21 августа 27 ск перешёл в подчинение 37-й армии, и с наступлением темноты 87 сд вместе с другими частями корпуса начала отход за Днепр. 23 августа главные силы 87-й стрелковой дивизии отошли за Днепр, а заслон, оставленный для обороны стратегически важного Окуниновского моста (рота 96 сп и отряд пограничников) был сметён 11-й танковой дивизией немцев, которые в результате этого смогли создать на левом берегу Днепра севернее Киева плацдарм. Командир отряда заместитель командира 16 сп майор В. Г. Володарский не смог выполнить приказ о взрыве моста.
23 августа подразделения дивизии совместно с 191-м дивизионом штурмовых орудий участвовали в захвате Окуниновского (Печкинского) автодорожного моста на Днепре севернее Киева, а затем прорвались к городу Остер на реке Десна. 24 августа в бою за плацдарм в междуречье Днепра и Десны был тяжело ранен командир дивизии Ангерн.
В течение 24—28 августа 87-я стрелковая дивизия вела бои в районе села Окуниново (Козелецкий район Черниговской области, территория ныне затоплена Киевским морем), пытаясь уничтожить немецкий плацдарм, однако ей это не удалось. 1 сентября 87-я совместно со 131 сд прикрывала южное направление на Киев с Окунинского плацдарма.
В ходе операции «Тайфун» дивизия входила в состав XLVI моторизованного корпуса 4-й танковой группы группы армий «Центр». 2 октября переправилась через реку Десна юго-восточнее Екимовичей, затем повернула на северо-восток и просёлочными дорогами вышла на Варшавское шоссе, где последовательно сбила заслоны 149-й, 53-й и 17-й стрелковых дивизий. 5 октября начала наступать на север вдоль железной дороги Брянск − Вязьма и 7 октября создала участок внутреннего кольца окружения южнее Вязьмы. 
Участвовала в битве под Москвой. К этому сражению относится вымышленное заявление советской пропаганды о столкновении дивизии с «Двадцатью восемью гвардейцами-панфиловцами». Наступление дивизии остановилось из-за сильного сопротивления 316-й стрелковой дивизии и 78-й стрелковой дивизии РККА. Свою роль сыграли и суровые погодные условия.
В ходе советской Клинско-Солнечногорской наступательной операции дивизия ведёт оборонительные бои в районе Истры.

### 1942 год
В январе — апреле 1942 года — бои в районе Гжатска.
С 11 августа дивизия (155 танков, в том числе 137 средних) в составе LIII армейского корпуса 2-й танковой армии участвовала в операции «Смерч» против советской 61-й армии с целью срезать выступ в районе Сухиничей.
Затем с 22 августа участвовала в отражении контрудара советских войск, проводивших Козельскую армейскую наступательную операцию.

Непосредственно перед фронтом предстоящего наступления 3-й танковой армии протяженностью в 23 км оборонялись части 11-й немецкой танковой дивизии, 26-й и 56-й пехотных дивизий при поддержке 62-го истребительно-противотанкового дивизиона САУ; кроме того, в полосе наступления армии отмечалось появление частей 17-й и 20-й танковых дивизий, не имевших собственных полос обороны.—  Шеин Д. В.: Танки ведёт Рыбалко. Боевой путь 3-й гвардейской танковой армии
Операция «Блау»
С июня 1942 года дивизия принимала участие в операции «Блау», участвуя во взятии Воронежа и  наступлении на Сталинград.  Окружения в городе избежала; участвовала в боях в нижнем течении Дона зимой 1942-43 годов.
Дивизия в составе 48-го танкового корпуса предназначалась для операции «Зимний шторм» — попытки немцев спасти  из окружения 6-ю армию, но атаки советской 5-й танковой армии сковали ее и не позволили участвовать в контрнаступлении. В ходе боев в районе нижнего течения реки Чир дивизия разбила советский 1-й танковый корпус и нанесла поражение 5-й танковой армии.
7 декабря 1942 года, 15-й танковый полк 11-й танковой дивизии был вынужден двинуться на север, чтобы оттеснить 8-й мотоциклетный полк, передовой элемент советского 1-го танкового корпуса (тк), который ранее в тот же день прорвал линию фронта немцев к юго-западу от Островского. На следующий день основные силы дивизии окружили силы 1-го тк в районе 2-го участка совхоза № 79 и уничтожили 53 советских танка, прежде чем остатки 117-й, 159-й и 216-й танковых бригад РККА пробились из котла. Прежде чем дивизия смогла ликвидировать советский плацдарм, свежий 5-й механизированный корпус форсировал реку Чир западнее Суровикино, а части 3-го гвардейского кавалерийского корпуса (гкк) форсировали Чир юго-восточнее Суровикино, угрожая тылу немецкой 336-й пехотной дивизии. На следующий день Бальк направил половину 15-го танкового полка при поддержке частей 336-й пехотной дивизии, против передовых частей 3-го гкк, в то время как остатки 15-го танкового полка при поддержке 111-го гренадерского полка дивизии, контратаковали и сократили плацдарм 5-го мехкорпуса на реке Чир.
19 декабря 1942 года южнее станицы Обливской дивизия уничтожила 42 советских танка, не потеряв ни одного своего. Дивизия также отразила вторую советскую атаку, уничтожив еще 65 советских танков без каких-либо потерь для себя. К исходу дня дивизия полностью уничтожила 5-й мехкорпус. 21 декабря в ходе контратаки вдоль реки Чир дивизия уничтожила большую часть советской 5-й танковой армии, понеся при этом значительные потери.
В дальнейшем дивизия участвовала в неудавшейся попытке деблокады 6-й армии в Сталинграде, а затем — в обороне Ростова, что позволило силам 1-й танковой армии уйти с Кавказа и избежать окружения. За это и другие достижения зимы 1942 года командир 11-й тд Герман Бальк получил «бриллианты» к Рыцарскому кресту с дубовыми листьями и мечами.

### 1943 год
22 января 1943 года переброшена на южный берег Дона в состав 4-й танковой армии. Совместно с 16-й моторизованной дивизией уничтожила плацдарм у станицы Манычская.
22 февраля в составе XLVIII танкового корпуса 4-й танковой армии группы армий «Юг» из района Краматорска нанесла удар в северо-западном направлении в сторону Харькова.
В ходе операции «Цитадель» вечером 4 июля начала бои против боевого охранения 67-й гвардейской стрелковой дивизии в селе Бутово и на высотах вокруг него. Действовала на обоянском направлении против частей советской 1-й танковой армии. К 10 июля немецкое наступление здесь было остановлено. К 23 июля в дивизии оставалось менее 20 танков.
Затем, осенью дивизия вела бои на Украине (Кременчуг).

### 1944 год
В январе — мае 1944 года — бои на Украине, в Молдавии, в Румынии. В июне 1944 года дивизия отведена во Францию в Бордо на восстановление, где в её состав была влита 273-я резервная танковая дивизия, в которой было 79 танков «Пантера» и 8 37-мм зенитных самоходных установок. В июле боролась с французским Сопротивлением. В августе участвовала в боях против высадившихся союзников. С осени — в Сааре (в резерве).
В декабре вошла в XIII армейский корпус СС.

### 1945 год
В апреле 1945 года отступила в Тюрингию, 4 мая остатки дивизии взяты в американский плен в Баварском Лесу.

## Состав дивизии
1940 год

ОШС 11-й танковой дивизии, 28 июня 1942.

- 15-й танковый полк (Panzer-Regiment 15)
- 11-я стрелковая бригада (11. Schützen-Brigade)
  - 110-й стрелковый полк (Schützen-Regiment 110)
  - 111-й стрелковый полк (Schützen-Regiment 111)
- 119-й артиллерийский полк (Artillerie-Regiment 119)
- 61-й пластунский стрелковый батальон (Kradschützen-Bataillon 61)
- 61-й противотанковый дивизион
- 209-й сапёрный батальон
- 341-й батальон связи (Nachrichten-Abteilung 341)

1942 год

ОШС 15-го танкового полка, 28 июня 1942
ОШС 110-го моторизованного полка, 28 июня 1942
ОШС 111-го моторизованного полка, 28 июня 1942
ОШС 119-го артиллерийского полка, 28 июня 1942
ОШС 61-го развед. батальона, 28 июня 1942
ОШС 61-го ПТА дивизиона, 28 июня 1942
ОШС 209-го пионерского батальона, 28 июня 1942

Управление дивизии
- Штаб
  - Штаб дивизии (19 офицеров, 12 уорент-офицеров, 29 сержантов и 67 человек)
  - Охрана штаба
    - 1 пехотное отделение (2 ручных пулемёта и 1 средний грузовик)

  - Мотоциклетный отряд
    - Штабная секция (5 мотоциклов и 1 мотоколяска)
    - 5 секций (5 мотоциклов и 1 с коляской на каждого)

  - Секция технического обслуживания (1 мотоцикл с коляской, 1 автомобиль, 2 офицера и 40 человек)
    - Автопарк (3 мотоцикла, 5 лёгких автомобилей, 5 средних автомобилей, 4 автомобиля Kfz 15, 1 автомобиль Kfz 21, 5 лёгких грузовиков, 6 средних грузовиков, 2 лёгких автобуса, 6 средних грузовиков, 2 лёгких автобуса, 1 средний автобус переоборудован под офис)

  - 61-й моторизованный картографический отряд (1 легковой автомобиль Kfz1, 1 средний автобус, переоборудованный под офис и 1 2-тонный фургон)

15-й танковый полк
- Управление полка
  - Штаб полка (4 мотоцикла, 2 мотоцикла с коляской, 2 мотоцикла с коляской, 2 автомобиля Kfz 15 и автомобиль Kfz 21)
  - Взвод лёгких танков (5 Pz II, Sd Kfz 121)
  - Взвод связи (1 мотоцикл с коляской, 1 автомобиль Kfz 15, 1 Cmd Pz III Sd Kfz 141, 2 Cmd Pz III Sd Kfz 267)
  - Секция технического обслуживания (1 мотоцикл с коляской, 1 грузовик Kfz 2/40, 1 3-тонный грузовик)
  - Полковой поезд (2 мотоцикла, 1 автомобиль Kfz1, 2 лёгких грузовика, 2 2-5-тонных грузовика, 5 3-тонных грузовиков и 1 30-местный автобус)
- 1-й, 2-й и 3-й батальоны, каждый:
  - Управление танкового батальона:
    - Штаб батальона (2 мотоцикла, 1 мотоцикл с коляской, 1 легкий автомобиль, 3 автомобиля Kfz 15 и 1 легкий грузовик)

  - Штабная рота танкового батальона
    - Управление роты (2 мотоцикла и 1 автомобиль Kfz 15)
    - Взвод лёгких танков (2 танка Pz II Sd Kfz 121)
    - Взвод связи (1 мотоцикл с коляской, 1 машина Kfz 15, 1 Cmd Pz III Sd Kfz 141, 2 Cmd Pz III Sd Kfz 267)
    - Взвод разведчиков
      - Штабная секция (3 мотоцикла и 1 автомобиль Kfz 1)
      - 4 секции (1 мотоцикл, 2 мотоцикла с коляской и 1 ручной пулемёт на каждую)
      - Зенитный взвод (4 машины со спаренными пулемётами)

    - Сапёрный взвод
      - Штабная секция (1 мотоцикл, 1 мотоцикл с коляской, 2 2-тонных грузовика)
      - 3 инженерные секции (верхом на штабном грузовике, 1 ручной пулемёт)
      - 1 танковая инженерная секция (3 Pz II Sd Kfz 121)

  - 2 лёгкие танковые роты, каждая из которых имеет:
    - Управление роты (3 мотоцикла, 1 автомобиль Kfz 15, 5 Pz II Sd Kfz 121 и 2 Pz III Sd Kfz 141)
    - 3 танковых взвода (5 Pz III Sd Kfz 141)
    - Секция технического обслуживания (2 мотоцикла с коляской, 1 автомобиль Kfz 2/40, 1 3-тонный грузовик, 2 полугусеничных Sd Kfz 10)
    - Ротный поезд (2 мотоцикла с коляской, 1 автомобиль Kfz 1, 1 средний грузовик, 5 3-тонных грузовиков)

  - Средняя танковая рота:
    - Управление роты (3 мотоцикла, 1 автомобиль Kfz 15, 5 Pz II Sd Kfz 121 и 2 Pz IV Sd Kfz 161)
    - 3 танковых взвода (4 Pz IV Sd Kfz 161)
    - Секция технического обслуживания (2 мотоцикла с коляской, 1 автомобиль Kfz 2/40, 1 3-тонный грузовик, 2 полугусеничных Sd Kfz 10)
    - Ротный поезд (2 мотоцикла с коляской, 1 автомобиль Kfz 1, 1 средний грузовик, 5 3-тонных грузовиков)

  - Моторизованная рота технического обслуживания
    - Управление роты (1 мотоцикл с коляской, 1 лёгкая машина,  1 автомобиль Kfz 1, 1 средний грузовик, 1 автомобиль AA со спаренными пулемётами)
    - 2 взвода мастерских (7 3-тонных грузовиков, 2 4,5-тонных грузовика, 2 4,5-тонных фургона, 1 22-местный автобус, 1 прицеп с инструментами, 1 сварочный прицеп и 2 ручных пулемёта на каждый)
    - Взвод эвакуации (2 мотоцикла с коляской, 1 автомобиль Kfz1 автомобиль, 1 3-тонный кран, 1 6-тонный полугусеничный тягач Sd Kfz 9/1 с краном, 2 полугусеничных Sd Kfz 7, 6 полугусениц Sd Kfz 9, 2 10-тонных прицепа для лёгких танков, 4 22-тонных прицепа для средних танков)
    - Оружейная секция (1 мотоцикл с коляской, 1 автомобиль Kfz 15 1 автомобиль Kfz 15 и 4 средних грузовика)
    - Секция обслуживания сигналов (1 2-тонный грузовик, 2 фургона Kfz 42, 2 фургона Kfz 42 и 1 прицеп-генератор)
    - Ротный поезд (1 мотоцикл с коляской, 1 лёгкая машина и 4 средних грузовика)

11-я моторизованная бригада:
- Штаб бригады (6 мотоциклов, 4 мотоцикла с коляской, 2 автомобиля Kfz 15, 6 мотоциклов, 4 мотоцикла с коляской, 2 автомобиля Kfz 15, 1 автомобиль KFZ 12, 1 бронеавтомобиль Sd Kfz 247 и 1 полугусеничный Sd Kfz 251/6)
- 110-й моторизованный полк
- 111-й моторизованный полк

110-й моторизованный полк:
- Управление полка
  - Штаб полка (4 мотоцикла, 2 мотоцикла с колясками и 2 автомобиля Kfz 2)
  - 1 моторизованная штабная рота полка
    - Штабная рота (2 мотоцикла, 2 мотоцикла, 2 мотоцикла с коляской и 1 автомобиль Kfz 15)
    - Мотоциклетный взвод
      - Штабная секция (3 мотоцикла и 2 автомобиля Kfz 15)
      - 2 мотоциклетных отделения (4 мотоцикла с коляской на каждый)
      - 1 отделение разведчиков (4 мотоцикла с коляской и 2 ручных пулемёта)

    - Противотанковый взвод
      - Штабная секция (1 мотоцикл, 1 мотоцикл с коляской, 1 полугусеничный Sd Kfz 10)
      - Огневая секция (4 полугусеничных Sd Kfz 10, 3 50-мм PAK 38, 1 прицеп с боеприпасами и 3 ручных пулемёта)

    - Взвод связи
      - Штабная секция (1 мотоцикл, 1 мотоцикл с коляской и 1 автомобиль Kfz 15)
      - 1 лёгкая телефонная секция (1 автомобиль Kfz 15)
      - 4 радио секции (по 1 автомобилю Kfz 2 на каждую)
      - 2 лёгкие танковые радио секции (1 бронеавтомобиль Sd Kfz 261)

    - Секция технического обслуживания (1 мотоцикл с коляской, 1 автомобиль Kfz 2/40, 1 лёгкая машина, 2 3-тонных грузовика)
    - Ротный поезд (1 мотоцикл, 2 лёгких автомобиля, 1 автомобиль Kfz 15, 2 лёгких грузовика, 2 средних грузовика, 1 33-местный средний автобус)
- 2 моторизованных батальона, каждый из которых имеет:
  - Штаб батальона 
    - Штабная секция (5 мотоциклов, 2 мотоцикла с коляской, 3 автомобиля Kfz 15)
    - Отряд связи
      - Штабная секция (1 автомобиль Kfz 15)
      - 1 лёгкая телефонная секция (1 автомобиль Kfz 15)
      - 2 секции радиосвязи (по 1 автомобилю Kfz 2)
      - 2 лёгкие радио секции (1 автомобиль Kfz 17 на каждого)

    - Штабной поезд батальона (1 мотоцикл с коляской, 1 автомобиль Kfz 15, 1 2-тонный грузовик, 1 средний грузовик, 1 3-тонный грузовик, 1 санитарная машина)
    - Батальонный ремонтный отряд (1 мотоцикл с коляской, 1 автомобиль Kfz 2/40, 1 легкий автомобиль и 3 3-тонных грузовика)
    - Батальонный поезд (1 мотоцикл, 2 легкие машины, 2 лёгких грузовика, 1 средний грузовик и 5 3-тонных грузовиков
    - 3 стрелковые роты, каждая из которых имеет:
      - Управление роты (3 мотоцикла, 2 мотоцикла с коляской и 1 автомобиль Kfz 15)
      - 3 пехотных взвода, каждый из которых имеет:
        - Штабная секция (1 мотоцикл, 1 автомобиль Kfz 15 и 1 противотанковое ружье)
        - 3 пехотных отделения (2 грузовика Kfz 70, 1 отделение с 2 ручными пулемётами)

      - 1 тяжёлый взвод
        - Штабная секция (1 мотоцикл, 1 мотоцикл с коляской и 1 машина Kfz 15)
        - 2 пулемётные секции (2 грузовика Kfz 70, 2 станковых пулемёта)
        - 1 миномётная секция (3 грузовика Kfz 70, 2 81-мм миномёта)

      - Секция технического обслуживания (1 мотоцикл с боковым и 1 автомобиль Kfz 2/40)

    - Ротный поезд (1 автомобиль Kfz 15, 1 2-тонный грузовик, 1 средний грузовик и 1 3-тонный грузовик)

  - Тяжёлая рота
    - Управление роты
      - Управление роты (3 мотоцикла, 2 мотоцикла с колясками, 1 автомобиль Kfz 15)
      - Лёгкая телефонная секция (1 автомобиль Kfz 15)
      - Секция технического обслуживания (1 мотоцикл с коляской, 1 автомобиль Kfz 2/40)

    - Противотанковая секция
      - Штабная секция (1 мотоцикл, 1 мотоцикл с коляской, 1 автомобиль Kfz 15)
      - Орудийная секция (5 полугусеничных Sd Kfz 10, 3 50-мм орудия PAK 38, 2 прицепа с боеприпасами и 3 ручных пулемёта)

    - 2 взвода пехотных орудий, каждый:
      - Штабная секция (1 мотоцикл, 1 мотоцикл с коляской, 1 грузовик Kfz 69)
      - Орудийная секция (3 грузовика Kfz 69, 2 75-мм ПТУР, 1 прицеп с боеприпасами)

    - Пионерский взвод
      - Штабная секция (1 мотоцикл, 1 мотоцикл с коляской, 1 автомобиль Kfz 15, & 2-тонный грузовик)
      - 4 пионерские секции (1 2-тонный грузовик, 1 пионерская секция с 2 пулемётами)

    - Взвод ПТР (1 мотоцикл с коляской, 3 грузовика Kfz 70, 3 28-мм ПТР и 3 ручных пулемёта)

  - Рота пехотных орудий
    - Управление роты (3 мотоцикла,  2 мотоцикла с коляской и 2 полугусеничные машины Sd Kfz 10)
    - Отряд связи
    - 2 лёгкие телефонные секции (ездят на штабных полугусеничных автомобилях)
    - Отряд подвоза боеприпасов (2 Sd Kfz 10 и 2 прицепа с боеприпасами)
    - Секция технического обслуживания (1 мотоцикл с коляской и 1 автомобиль Kfz 2/40)
    - Ротный поезд (1 автомобиль Kfz 15, 1 2-тонный грузовик, 1 средний грузовик, 1 3-тонный грузовик, 1 3-тонный грузовик)
    - 2 взвода тяжёлых орудий, каждый в составе:
      - Штабная секция (1 мотоцикл, 1 мотоцикл с коляской и 1 полугусеничный Sd Kfz 10)
      - 2 орудийных отделения (4 полугусеничных Sd Kfz 10, 2 150-мм ПТУР и 1 прицеп с боеприпасами

Примечание: 110-й полк несколько отличался от стандартного формата тем, что две роты из 1/110 и ПТ взвод тяжёлой роты были бронированы и организованы следующим образом:
- 2 механизированные роты, каждая из которых имеет:

- Управление роты (1 мотоцикл с коляской & 2 полугусеничных Sd Kfz 250/3)
- 3 мотопехотных взвода, каждый из которых имеет:

- Штабное отделение (1 мотоцикл, 1 Sd Kfz 251/10 с 37-мм пушкой PAK 36)
- 3 мотопехотных отделения (1 Sd Kfz 251/1 полугусеничный, 1 отделение с 2 ручных пулемёта)

- Тяжёлый взвод

- Штабная секция (1 мотоцикл, 1 мотоцикл с коляской машиной и 1 Sd Kfz 251/1 полугусеничный)
- 2 пулемётные секции (1 Sd Kfz 251/1 полугусеничный и 2 пулемёта на каждый)
- 1 миномётная секция (2 Sd Kfz 251/2 с 1 80-мм миномётом на каждый)

- Секция технического обслуживания (1 мотоцикл с боковой и 1 автомобиль Kfz 2/40)
- Ротный поезд (1 автомобиль Kfz 15, 1 2-тонный грузовик, 1 средний грузовик и 1 3-тонный грузовик)

- Тяжёлая рота

- Противотанковая секция

- Штабная секция (1 мотоцикл, 1 мотоцикл с коляской, 1 Sd Kfz 250/1)
- Орудийная секция (5 полугусеничных Sd Kfz 251/1, 3 50-мм орудия PAK 38 и 3 ручных пулемёта)

111-й моторизованный полк (то же, что и 110-й полк, но без механизированных подразделений)
119-й артиллерийский полк
- 1 моторизованный штаб полка (4 мотоцикла, 1 автомобиль Kfz 1, 3 автомобиля Kfz 15 и 1 средний автобус)
- 1 моторизованная полковая штабная батарея
  - Штаб батареи (2 мотоцикла, 1 автомобиль Kfz 15, 1 наблюдательная машина Sd Kfz 253)
  - Взвод связи
    - Штабная секция (1 мотоцикл с коляской и 1 Kfz 17/1)
    - 1 тяжёлая телефонная секция (1 автомобиль Kfz 2 и 1 фургон Kfz 23)
    - 3 лёгкие телефонные секции (1 Kfz 15 в каждой)
    - 2 радио секции (1 фургон Kfz 17 в каждой)
    - 4 радио секции (1 автомобиль Kfz 2 в каждой)
    - 1 лёгкая радио секция (1 фургон Kfz 17/1)

  - Секция технического обслуживания (1 мотоцикл с коляской и 1 автомобиль Kfz 2/40)
  - Батарейный поезд (3 лёгких автомобиля, 1 автомобиль Kfz 4 со спаренной пулемётной установкой, 1 легкий грузовик, 3 средних грузовика и 1 33-местный автобус)
- 119-я наблюдательная рота
  - Штаб батареи (3 мотоцикла, 2 автомобиля Kfz 3, 1 полугусеничная машина Sd Kfz 251/12 полугусеничный)
  - Отряд дальнего обнаружения (6 полугусеничных машин Sd Kfz 251/12)
  - Секция передового предупреждения (2 Sd Kfz 251/12)
  - Отряд звукометрической разведки (4 машины Kfz 3, 4 Sd Kfz 251/12)
  - Отряд оценки (2 машины Kfz 3, 4 фургона Kfz 62 и 1 фургон Kfz 63)
  - Метеорологическая секция (1 мотоцикл, 1 фургон Kfz 62)
  - Секция технического обслуживания (1 мотоцикл с коляской и 1 автомобиль Kfz 2/40)
  - Батарейный поезд (1 мотоцикл, 1 лёгкая машина, 1 Kfz 4 автомобиль со спаренными пулемётами, 5 средних грузовиков, 1 фургон Kfz 42, 1 15-местный автобус, 1 прицеп-генератор)
  - Топографический взвод
    - Штабная секция (2 мотоцикла и 1 автомобиль K6z 16)
    - 2 топографические секции (2 машины Kfz 16 каждая)
    - 1 секция оценки (1 фургон Kfz 62)
- 1-й и 2-й гаубичные артиллерийские дивизионы, каждый из которых имеет:
  - 1 моторизованный штаб дивизиона (3 мотоцикла, 1 мотоцикл с коляской, 1 автомобиль Kfz 1, 3 автомобиля Kfz 15 и 1 средний грузовик)
  - 1 моторизованная штабная батарея 
    - Штаб штабной батареи (2 мотоцикла, 1 автомобиль Kfz 15, 1 бронетранспортёр Kfz 253)
    - Взвод связи:
      - Штабная секция (1 мотоцикл с коляской & 1 фургон Kfz 17/1)
      - 1 тяжёлая телефонная секция (1 автомобиль Kfz 2 и 1 фургон Kfz 23)
      - 2 лёгкие телефонные секции (1 Kfz 15 в каждой)
      - 4 секции ранцевых радиостанций (1 автомобиль Kfz 2)
      - 1 лёгкая радио секция (1 фургон Kfz 17/1)

    - Топографическая секция (1 мотоцикл, 1 автомобиль Kfz 3, и 1 2-тонный грузовик)
    - Секция технического обслуживания (1 мотоцикл с коляской и 1 автомобиль Kfz 7/40)
    - Батальонная секция технического обслуживания (1 лёгкая машина и 3 средних грузовика)
    - Батальонный поезд (4 мотоцикла, 3 лёгких автомобиля, 1 автомобиль Kfz 4 со спаренными пулемётами, 4 лёгких грузовика, 18 средних грузовиков и 1 санитарный автомобиль Kfz 31)

  - 3 моторизованные гаубичные артиллерийские батареи, каждая из которых имеет:
    - Штаб батареи (3 мотоцикла, 1 автомобиль Kfz 1, 1 автомобиль Kfz 2, 2 автомобиля Kfz 15, 1 наблюдательная машина Sd Kfz 253)
    - Отряд связи
      - Штабная секция (1 автомобиль Kfz 15 и 1 фургон Kfz 17/1)
      - 1 средний телефонный отряд (1 автомобиль Kfz 15 и 1 фургон Kfz 76)
      - 1 секция ранцевых радиостанций (1 автомобиль Kfz 2)

    - Орудийный взвод
      - Штабной взвод (1 мотоцикл, 1 автомобиль Kfz 4 с двумя пулемётами, 2 автомобиля Kfz 15 и 1 полугусеничный Sd Kfz 11)
      - 2 орудийные секции (2 полугусеничных Sd Kfz 11, 2 105-мм leFH в каждой)

    - Отряд подвоза боеприпасов (1 легкий автомобиль и 4 3-тонных грузовика)
    - Секция технического обслуживания (1 мотоцикл с коляской, и 1 автомобиль Kfz 2/49)
    - Батарейный поезд (1 легкий грузовик и 3 средних грузовика)
- 3-й моторизованный артиллерийский дивизион:
  - 1 моторизованный штаб батальона (тот же, что и в 1-м дивизионе)
  - 1 моторизованная батарея штаба батальона (та же, что и в 1-м дивизионе)
  - 1 моторизованная пушечная батарея
    - Штаб батареи (3 мотоцикла, 1 машина Kfz 1, 1 машина Kfz 2, 2 машины Kfz 15, 1 Sd Kfz 253)
    - Отряд связи
    - Штабная секция (1 автомобиль Kfz 15 и 1 фургон Kfz 17/1)
    - 1 средняя телефонная секция (1 автомобиль Kfz 15 и 1 фургон Kfz 76)
    - 1 секция ранцевых радиостанций (1 автомобиль Kfz 2)
    - Пушечный взвод
      - Штабной взвод (1 мотоцикл, 1 автомобиль Kfz 4 с двумя пулемётами, 2 автомобиля Kfz 15 и 1 полугусеничный Sd Kfz 7(
      - 2 орудийные секции (2 полугусеничных Sd Kfz 7, 2  105-мм K18 пушек на каждый)
      - Секция подвоза боеприпасов (1 легкий автомобиль и 4 3-тонных грузовика)

    - Секция технического обслуживания (1 мотоцикл с коляской, 1 автомобиль Kfz 2/49)
    - Батарейный поезд (1 легкий грузовик и 3 средних грузовика)

  - 2 моторизованные гаубичные артиллерийские батареи, каждая с:
    - Штаб батареи (3 мотоцикла, 1 автомобиль Kfz 1, 1 автомобиль Kfz 2, 2 автомобиля Kfz 15, 1 наблюдательная машина Sd Kfz 253)
    - Отряд связи
      - Штабная секция (1 автомобиль Kfz 15 и 1 фургон Kfz 17/1)
      - 1 средняя телефонная секция (1 автомобиль Kfz 15 и 1 фургон Kfz 76)
      - 1 секция ранцевых радиостанций (1 автомобиль Kfz 2)

    - Орудийный взвод
      - Штабной взвод (1 мотоцикл, 1 автомобиль Kfz 4 с двумя пулемётами, 2 автомобиля Kfz 15 и 1 полугусеничный Sd Kfz 7)
      - 2 орудийные секции (2 полугусеничных Sd Kfz 7, 2 150-мм гаубиц sFH каждая)
      - Отряд подвоза боеприпасов (1 легкий автомобиль и 4 3-тонных грузовика)

    - Секция технического обслуживания (1 мотоцикл с коляской, 1 автомобиль Kfz 2/49)
    - Батарейный поезд (1 легкий грузовик и 3 средних грузовика)
- 4-й моторизованный зенитный артиллерийский дивизион:
  - Штаб батальона (3 мотоцикла, 1 лёгкая машина и 2 машины Kfz 15)
  - 1-я моторизованная штабная батарея
    - Штаб батареи (2 машины Kfz 15 и 2 ручных пулемёта)
    - Взвод связи
      - Штабная секция (2 мотоцикла, 1 мотоцикл с коляской машиной и 1 фургон Kfz 17/1)
      - 1 тяжёлая телефонная секция (1 автомобиль Kfz 2 и 1 фургон Kfz 23)
      - 3 лёгкие телефонные секции (1 автомобиль Kfz 15 на каждую)
      - 1 секция ранцевых радиостанций (1 автомобиль Kfz 2)
      - 1 лёгкая радио секция (1 фургон Kfz 17/1)
      - 1 средняя радио секция (1 автомобиль Kfz 15 и 1 фургон Kfz 17/1)

    - Метеорологическая секция (1 мотоцикл и 1 фургон Kfz 61)
    - Секция оценки (1 средний грузовик)
    - Секция технического обслуживания (1 мотоцикл с коляской и 1 автомобиль Kfz 2/40)
    - Батальонный отряд технического обслуживания (1 легкий автомобиль и 4 3-тонных грузовика)
    - Батарейный поезд (1 лёгкая машина, 1 машина Kfz 1, 3 лёгких грузовика, 3 средних грузовика и 1 Kfz 31 санитарная машина)

  - 2 88-мм моторизованные зенитные батареи, каждая с:
    - Штаб батареи (3 мотоцикла и 2 автомобиля Kfz 15)
    - Топографический отряд
      - Штабная секция (1 автомобиль Kfz 15)
      - 2 топографические секции (1 фургон Kfz 74 и 1 орудийный прицеп)

    - Отряд связи
      - 1 тяжёлая телефонная секция (1 автомобиль Kfz 2, 1 фургон Kfz 23)
      - 1 лёгкая радио секция (1 фургон Kfz 17)

    - Лёгкий зенитный взвод (1 мотоцикл с коляской, 3 грузовика Kfz 81, 3 20-мм зенитных орудия)
    - Тяжёлый зенитный взвод (4 полугусеничных Sd Kfz 7 и 4 88-мм орудия)
    - Секция технического обслуживания (1 мотоцикл с коляской и 1 автомобиль Kfz 2 /40)
    - Батарейный поезд (1 легкий автомобиль, 2 лёгких грузовика, 1 грузовик Kfz 81, 3 средних грузовика и 1 прицеп с боеприпасами)

  - 20-мм моторизованная зенитная батарея
    - Штаб батареи (3 мотоцикла, 1 автомобиль Kfz 1, 2 автомобиля Kfz 15 и 2 ручных пулемёта)
    - Взвод связи
      - Штабная секция (1 мотоцикл с коляской)
      - 1 лёгкая телефонная секция (1 машина Kfz 2)
      - 1 лёгкая радио секция (1 фургон Kfz 17)
      - 5 секций ранцевых радиостанций (1 автомобиль Kfz 2 на каждого)

    - Отряд подвоза боеприпасов (4 3-тонных грузовика)
    - 4 лёгких зенитных взвода, в каждой:
      - Штабная секция (2 мотоцикла, 1 автомобиль Kfz 15)
      - Орудийная секция (3 грузовика Kfz 81 и 3 20-мм зенитных орудия)

    - Секция технического обслуживания (1 мотоцикл с коляской и 1 автомобиль Kfz 2/40)
    - Батарейный поезд (1 лёгкая машина, 2 лёгких грузовика и 3 средних грузовика)
- 20-тонная моторизованная артиллерийская колонна
  - Штаб колонны (2 мотоцикла, 1 мотоцикл с коляской и 2 лёгких грузовика)
  - Транспортный взвод (7—8 средних грузовиков)
  - Колонный поезд  (3 мотоцикла, 1 мотоцикл с коляской, 1 легкий автомобиль, 1 автомобиль Kfz 15, 2 лёгких грузовика, 2 2-тонных грузовика и 2 лёгких автомобиля. 2 лёгких грузовика, 2 2-тонных грузовика и 3 3-тонных грузовика)

61-й отдельный разведывательный батальон
- Управление разведывательного батальона
  - Штаб батальона (8 мотоциклов, 2 мотоцикла с коляской, 2 автомобиля Kfz 15 и 1 бронеавтомобиль Sd Kfz 247)
  - Взвод связи 
    - Штабная секция (1 мотоцикл, 1 мотоцикл с коляской, 1 автомобиль Kfz 15)
    - 2 секции ранцевых радиостанций (1 автомобиль Kfz 2 на каждую)
    - 1 лёгкая радио секция (1 бронеавтомобиль Sd Kfz 260)
    - 4 лёгкие радио секции (1 бронеавтомобиль Sd Kfz 261 на каждую)
    - 3 средних радио секции (1 бронеавтомобиль Sd Kfz 263 и 1 автомобиль Kfz 15 на каждый)

  - Батальонный ремонтный отряд (1 мотоцикл с коляской, 1 автомобиль Kfz 2/40, 1 лёгкая машина, 2 3-тонных грузовика)
  - Батальонный поезд (1 мотоцикл, 2 легкие машины, 1 Kfz 15 автомобиль, 2 лёгких грузовика, 2 средних грузовика и 1 33-местный автобус)
- 2 бронеавтомобильные роты, каждая из которых имеет:
  - Управление роты (2 мотоцикла, 5 мотоциклов с коляской, 1 автомобиль Kfz 15)
  - 1 взвод тяжёлых бронеавтомобилей (3 бронеавтомобиля Sd KFz 231 и 2 бронеавтомобиля Sd Kfz 232)
  - 3 взвода лёгких бронеавтомобилей (4 Sd Kfz 222 и 2 Sd Kfz 232 бронеавтомобилей на каждый)
  - Секция технического обслуживания (1 мотоцикл с коляской, 1 машина Kfz 2/40 и 2 2-тонных грузовика)
  - Ротный поезд (1 автомобиль Kfz 15, 3 2-тонных грузовика, 1 средний грузовик и 1 3-тонный грузовик)
- 2 мотоциклетные роты, каждая из которых имеет:
  - Управление роты (4 мотоцикла, 2 мотоцикла с коляской и 1 автомобиль Kfz 15)
  - 3 разведывательных взвода, каждый с:
    - Штабная секция (1 мотоцикл, 2 автомобиля Kfz 15 и 1 противотанковое ружье)
    - 3 отделения (4 мотоцикла с коляской на каждый — 1 отряд имел 2 ручных пулемёта)

  - 1 тяжёлый разведывательный взвод
    - Штабная секция (1 мотоцикл, 1 мотоцикл с коляской и 2 Kfz 15)
    - 2 пулемётные секции (8 мотоциклов с коляской, & 2 станковых пулемёта на каждый)
    - 1 миномётная секция (3 грузовика Kfz 70 и 2 81-мм миномёта)

  - Секция технического обслуживания (1 мотоцикл с коляской и 1 машина Kfz 2/40)
  - Ротный поезд (2 мотоцикла, 1 мотоцикл с коляской, 1 автомобиль Kfz 15, 1 легкий грузовик, 5 2-тонных грузовиков, и 1 3-тонный грузовик)
- 1 моторизованная тяжёлая разведывательная рота
  - Управление роты (3 мотоцикла, 2 мотоцикла с коляской, 1 автомобиль Kfz 15)
  - Лёгкая телефонная секция (1 автомобиль Kfz 15)
  - Секция технического обслуживания (1 мотоцикл с коляской, 1 автомобиль Kfz 2/40)
  - Ротный поезд (1 автомобиль Kfz 15, 1 2-тонный грузовик, 1 средний грузовик, 1 3-тонный грузовик)
  - Противотанковый взвод
    - Штабная секция (1 мотоцикл, 1 мотоцикл с коляской и 1 автомобиль Kfz 15)
    - Секция подвоза боеприпасов (2 полугусеничных Sd Kfz 10, 2 прицепа для боеприпасов)
    - Орудийная секция (3 полугусеничных Sd Kfz 10, 3 50-мм пушки PAK 38)

  - Моторизованный взвод пехотных орудий
    - Штабная секция (1 мотоцикл, 1 мотоцикл с коляской и 1 грузовик Kfz 69)
    - Орудийный взвод (2 грузовика Kfz 69 и 2 75-мм пушки LeIG)

  - Пионерский взвод
    - Штабная секция (1 мотоцикл, 1 мотоцикл с коляской, 1 автомобиль Kfz 15 и 2 2-тонных грузовика
    - 4 пионерские секции (1 2-тонный грузовик на каждое — в одной из секций было 2 ручных пулемёта)

  - Секция противотанковых пушек (1 мотоцикл с коляской, 3 грузовика Kfz 70, 3 28-мм противотанковых пушки PzBu 41 и 3 ручных пулемёта)
- 1 моторизованная лёгкая разведывательная колонна
  - Штаб колонны (3 мотоцикла, 4 мотоцикла с коляской, 1 автомобиль Kfz 15 и 3 пулемёта)
  - 1 секция (1 мотоцикл и 5 2-тонных грузовиков)
  - 2 секции (4 средних грузовика на каждую)
  - Колонный поезд (1 мотоцикл и 2 средних грузовика)

209-й отдельный пионерский батальон
- Управление пионерского батальона
  - Штаб батальона (2 мотоцикла, 2 мотоцикла с коляской, 2 лёгких автомобиля, 3 автомобиля Kfz 15 и 2 ручных пулемёта)
  - Отряд связи
  - 4 лёгкие радио секции (1 машина Kfz 2 на каждую)
  - 1 тяжёлая телефонная секция (1 автомобиль Kfz 2, 1 3-тонный грузовик)
  - Отряд технического обслуживания (1 мотоцикл с коляской, 1 автомобиль Kfz 2/40, 1 лёгкая машина и 2 3-тонных грузовика)
  - Батальонный поезд (1 мотоцикл с коляской, 4 средних грузовика, 2 3-тонных грузовика, 1 санитарная машина Kfz 31)
- 2 лёгкие моторизованные пионерские роты, каждая в составе:
  - Управление роты (3 мотоцикла, 1 мотоцикл с коляской и 1 автомобиль Kfz 15)
  - Отряд поддержки (3 3-тонных грузовика и 1 грузовой прицеп)
  - Отряд связи
    - Штабная секция (1 автомобиль Kfz 15)
    - 2 лёгкие радио секции (1 Sd Kfz 250/3 полугусеничный)

  - 3 пионерских взвода
    - Штабной отряд (1 мотоцикл, 1 мотоцикл с коляской, автомобиль, 1 автомобиль Kfz 15, 1 2-тонный грузовик, 1 противотанковое ружье)
    - 3 секции пионеров (2 2-тонных грузовика; в одной секции было 2 ручных пулемёта)

  - Секция технического обслуживания (1 мотоцикл с коляской и 1 машина Kfz 2/40)
  - Ротный поезд (1 мотоцикл, 2 средних грузовика и 1 3-тонный грузовик)
- 1 механизированная пионерская рота
  - Управление роты (3 мотоцикла, 1 мотоцикл с коляской, 1 полугусеничный Sd Kfz 250/3)
  - Отряд поддержки (3 3-тонных грузовика и 1 грузовой прицеп)
  - Отряд связи:
    - 1 штабная секция (1 автомобиль Kfz 15)
    - 2 лёгкие радиосекции (1 Sd Kfz 250/3 полугусеничный)

  - 2 пионерских взвода (1 мотоцикл, 1 мотоцикл с коляской, 1 автомобиль Kfz 15, 1 2-тонный грузовик и 1 противотанковая винтовка в каждом)
  - 3 секции пионеров (2 2-тонных грузовика; 1 Секция имела 2 ручных пулемёта)
  - 1 пионерский взвод
    - Штабная секция (1 мотоцикл, 1 мотоцикл с бортовым, 1 полуторка Sd Kfz 250/3, 1 2-тонный грузовик и 1 противотанковое ружье)
    - 3 механизированные секции пионеров (2 Sd Kfz 251/5 на каждую секцию, одна секция имеет 2 ручных пулемёта)

  - Поезд технического обслуживания (1 мотоцикл и 1 машина Kfz 2/40)
  - Ротный поезд (1 мотоцикл с коляской, 2 средних грузовика и 1 3-тонный грузовик)
- 209-я моторизованная мостовая колонна «К»
  - Штаб колонны (3 мотоцикла и 1 лёгкая машина)
  - 2 мостовых взвода, каждый с:
    - Штабная секция (1 мотоцикл, 1 мотоцикл с коляской)
    - Понтонная секция (4 3-тонных грузовика и 1 ручной пулемёт)
    - Эстакадная секция (2 4,5-тонных грузовика и 1 моторная лодка прицеп)
    - Транцевая секция (4 4,5-тонных грузовика)
    - Бандажная секция (4 3-тонных грузовика)

  - Взвод поддержки
    - Штабной взвод (2 мотоцикла с коляской)
    - Секция резиновых плотов (3 средних грузовика и 1 ручной пулемёт)
    - Секция оборудования (2 средних грузовика)
    - Секция поддержки (1 средний грузовик, 1 4,5-тонный грузовик)
    - Секция технического обслуживания (1 мотоцикл с коляской и 1 Kfz 2/40)
    - Колонный поезд (1 легкий грузовик)

  - 1 моторизованная лёгкая пионерская колонна снабжения
    - Штаб колонны (2 мотоцикла, 1 мотоцикл с коляской, 1 лёгкая машина)
    - 1 взвод (1 мотоцикл, 1 мотоцикл с коляской, 1 легкий грузовик, 5 средних грузовиков, 1 4,5-тонный фургон, 1 компрессорный прицеп, 1 грузовой прицеп, 1 сварочный прицеп и 1 ручной пулемёт)
    - 1 взвод (1 мотоцикл, 5 средних грузовиков, 1 прицеп с инструментами, 1 8-тонный прицеп и 1 ручной пулемёт)

  - Колонный поезд (1 мотоцикл с коляской и 1 средний грузовик)

61-й отдельный противотанковый артиллерийский дивизион
- Управление противотанкового дивизиона
  - Штаб дивизиона (2 мотоцикла, 1 мотоцикл с коляской, 4 машины Kfz 15, 1 мотоцикл, 4 автомобиля Kfz 15 и 2 пулемёта)
  - Отряд связи
    - Штабная секция (2 мотоцикла и 1 автомобиль Kfz 15)
    - Радио секция в в составе 4 человек (1 автомобиль Kfz 2)
    - 2 лёгкие радио секции (1 фургон Kfz 17)

  - Отделение технического обслуживания (1 мотоцикл с коляской, 1 машина Kfz 2/40, 1 средний автомобиль, 1 легкий грузовик и 2 3-тонных грузовика)
  - Батальонные поезда (2 лёгких автомобиля, 2 лёгких грузовика, 1 2-тонный грузовик, 1 средний грузовик, 1 3-тонный грузовик, 1 санитарный автомобиль Kfz 31)
- 2 моторизованные противотанковые батареи, каждая с:
  - Управление роты (3 мотоцикла, 1 мотоцикл с коляской, и 1 автомобиль Kfz 12)
  - 3 средних противотанковых взвода, каждый со штабом:
    - Штабная секция (1 мотоцикл, 1 мотоцикл с коляской и 1 автомобиль Kfz 12)
    - Орудийная секция (5 полугусеничных Sd Kfz 10, 3 50-мм PAK 38, 2 прицепа с боеприпасами и 2 ручных пулемёта)

  - 1 секция технического обслуживания (1 мотоцикл и 1 автомобиль Kfz 2/40)
  - Ротный поезд (1 лёгкая машина, 3 лёгких грузовика, 1 2-тонный грузовик, 1 средний грузовик и 1 прицеп с боеприпасами)
- 1/608-я самоходная зенитная батарея
  - Управление роты (4 мотоцикла, 1 автомобиль Kfz 1, 1 автомобиль Kfz 15, 1 ручной пулемёт)
  - Отряд связи
    - Штабная секция (1 автомобиль Kfz 15),
    - 1 лёгкая телефонная секция  (1 автомобиль Kfz 15)
    - 3 секции ранцевых радиостанций (1 Kfz 2 автомобиль)

  - 2 лёгких зенитных взвода, в каждом:
    - Штабная секция (3 мотоцикла, 2 машины Kfz 15 и 1 LMG)
    - Орудийная секция (3 полугусеничных Sd Kfz 10/4 с 20-мм пушкой, 2 Sd Kfz 10/4 без пушек и 2 прицепа с боеприпасами)

  - 1 взвод четырёхствольных орудий
    - Штабной взвод (5 мотоциклов, 1 автомобиль Kfz 15 и 1 LMG)
    - Орудийный расчет (2 полугусеничных Sd Kfz 7/1 с четырехствольными 20-мм зенитными пушками, 2 Sd Kfz 7/1 без пушек и 2 прицепа с боеприпасами

  - Отряд подвоза боеприпасов (1 мотоцикл и 3 2-тонных грузовика)
  - Секция технического обслуживания (1 мотоцикл с бортовой машиной и 1 машина Kfz 2/40)
  - Ротный поезд (1 автомобиль Kfz 15, 1 2-тонный грузовик, 1 средний грузовик и 1 3-тонный грузовик)

341-й отдельный батальон связи
- Управление батальона связи
  - Штаб батальона (2 мотоцикла, 1 лёгкая машина, 2 машины Kfz 15, 2 2-тонных грузовика)
  - Отряд технического обслуживания (1 мотоцикл с коляской, 1 автомобиль Kfz 2/40, 1 лёгкая машина, 2 3-тонных грузовика)
- 1 телефонная рота
  - Штаб роты (1 мотоцикл, 1 мотоцикл с коляской, 1 автомобиль Kfz 15, 1 2-тонный грузовик и 6 ручных пулеметов)
  - 1-й взвод
    - Штабная секция (2 мотоцикла и 1 автомобиль Kfz 15)
    - 1 секция телефонных операций (1 автомобиль Kfz 15 и 1 фургон Kfz 17)
    - 1 тяжёлая телефонная секция (1 автомобиль Kfz 2, 1 фургон Kfz 23)
    - 2 лёгкие телефонные секции (1 Kfz 12 car, 1 фургон Kfz 23)

  - 2-й взвод
    - Штабная секция (2 мотоцикла и 1 автомобиль Kfz 15)
    - 6 тяжёлых телефонных секций (1 автомобиль Kfz 2 и 1 фургон Kfz 23 в каждой)

  - 3-й взвод
    - Штабная секция (2 мотоцикла и 1 автомобиль Kfz 15)
    - 1 секция телефонных операций (1 автомобиль Kfz 15 и 1 фургон Kfz 17)
    - 1 тяжёлая телефонная секция (1 автомобиль Kfz 2, 1 фургон Kfz 23)
    - 2 лёгкие телефонные секции (1 Kfz 12 car, 1 Kfz 23 van ea)

  - Секция технического обслуживания (1 мотоцикл с коляской и 1 автомобиль Kfz 2/40)
  - Ротный поезд (1 мотоцикл, 1 автомобиль Kfz 15, 3 лёгких грузовика, 2 средних грузовика)
- 1 танковая радио рота 
  - Управление роты (1 мотоцикл, 1 мотоцикл с коляской, 1 автомобиль Kfz 15, 1 2-тонный грузовик и 2 ручных пулемета)
  - 1-й взвод
    - Штабная секция (2 мотоцикла и 1 автомобиль Kfz 15)
    - 1 танковый радио отряд (2 Sd Kfz 267 и 1 Sd Kfz 268 Command Mk III)
    - 1 командная секция (1 полугусеничный Sd Kfz 251/6)
    - 2 лёгкие танковые радио секции (1 Sd Kfz 260 бронемашина на каждую)

  - 2-й взвод
    - Штабная секция (2 мотоцикла и 1 автомобиль Kfz 15)
    - 8 средних танковых радиосекций (1 фургон Kfz 17 и 1 бронеавтомобиль Sd Kfz 263 на каждого)

  - 3-й взвод
    - Штабная секция (2 мотоцикла и 1 автомобиль Kfz 15)
    - 3 средние радио секции  (1 фургон Kfz 17 и 1 бронеавтомобиль Sd. Kfz 263 на каждый)
    - 1 лёгкая радио секция (1 бронеавтомобиль Sd Kfz 261)

  - Секция технического обслуживания (1 мотоцикл с коляской, 1 Kfz 2/40 и 1 3-тонный грузовик)
  - Ротный поезд (1 мотоцикл, 1 автомобиль Kfz 15, 3 лёгких грузовика, 2 2-тонных грузовика, 2 средних грузовика, 1 фургон Kfz 42 и 1 прицеп-генератор)
- 1 моторизованная лёгкая колонна снабжения (1 мотоцикл с коляской, 1 лёгкая машина, 5 лёгких грузовиков, 1 лёгкий фургон, 3 средних грузовика, 2 фургона Kfz 42 и 1 генераторный прицеп)

Войска снабжения
- Штаб моторизованного батальона снабжения
  - Штаб батальона (1 мотоцикл, 4 мотоцикла с коляской, 1 средний автомобиль и 1 11-местный автобус)
  - Батальонный поезд (1 лёгкий грузовик)
- 1/,2/,3/,4/,5/,6/,7/,11/,12/61-я моторизованная лёгкая колонна снабжения (30 тонн), каждая с:
  - Штаб колонны (1 мотоцикл, 1 мотоцикл с коляской и 2 лёгких автомобиля)
  - 2 секции (5 средних грузовиков и 1 ручной пулемёт в каждой)
  - Колонный поезд (1 мотоцикл с коляской и 1 лёгкий грузовик)
- 13/61-я моторизованная тяжёлая колонна снабжения (60 тонн), каждая в составе:
  - Штаб колонны (1 мотоцикл, 1 мотоцикл с коляской и 2 лёгких автомобиля)
  - 2 секции (5 средних грузовиков и 1 ручной пулемёт на каждую)
  - 2 секции (5 средних грузовиков)
  - Колонный поезд (1 мотоцикл с коляской и 1 лёгкий грузовик)
- 8/,9/,10/61-я моторизованные колонны с топливом (25 кубометров), каждая с:
  - Штаб колонны (1 мотоцикл, 1 мотоцикл с коляской, 1 лёгкая машина)
  - 2 секции (5 средних топливозаправщиков и 1 ручной пулемёт на каждую)
  - Колонный поезд (1 мотоцикл с коляской и 1 лёгкий грузовик)
- 1/,2/,3/61-я моторизованные роты технического обслуживания, каждая с
  - Штаб роты (1 мотоцикл и 1 лёгкая машина)
  - 2 взвода технического обслуживания (1 мотоцикл с коляской, 1 лёгкая машина, 1 лёгкий грузовик, 1 тяжёлый грузовик, 1 31-местный автобус, 1 фургон Kfz 79, 1 полугусеничный Kfz 7, 1 грузовой прицеп и 1 прицеп с инструментами на каждый)
  - 1 взвод оружейников (2 мотоцикла с бортовым автомобилем, 1 лёгкий грузовик, 4 средних грузовика)
  - Ротный поезд (1 мотоцикл с коляской, 1 лёгкая машина и 3 лёгких грузовика)
- 61-я моторизованная рота снабжения
  - Штаб роты (2 мотоцикла с коляской, 1 лёгкая машина и 1 лёгкий грузовик)
  - 3 взвода снабжения (1 мотоцикл с коляской, 3 средних грузовика и 2 ручных пулемёта на каждый)
  - 1 технический взвод (1 мотоцикл с коляской и 3 средних грузовика)
  - Ротный поезд (1 мотоцикл и 1 лёгкий грузовик)
- 61-я моторизованная полевая хлебопекарная рота
  - Штаб роты (1 мотоцикл и 1 лёгкая машина)
  - 2 взвода (3 тяжёлых грузовика, 1 тяжёлая водовозка, 1 33-местный автобус, 1 прицеп для замеса теста и 2 прицепа для печей)
  - Ротные поезда (1 мотоцикл с боковым прицепом, 1 лёгкая машина и 3 лёгких грузовика)
- 61-я моторизованная мясная рота
  - Штаб роты (1 мотоцикл, 1 мотоцикл с коляской, 1 лёгкая машина)
  - 2 взвода (3 средних грузовика и 1 прицеп-генератор на каждый)
  - Ротный эшелон (1 мотоцикл с коляской, 1 лёгкая машина и 3 лёгких грузовика)
- 61-й моторизованная дивизионный административный отряд
  - Отряд (1 мотоцикл и 4 средних грузовика)
- 1/,2/61-я моторизованная медицинская рота, каждая с:
  - Штаб роты (1 мотоцикл, 1 мотоцикл с коляской и 1 лёгкая машина)
  - 3 взвода (1 лёгкая машина, 5 средних грузовиков и 1 Kfz 31 санитарная машина)
  - Ротные поезда (1 мотоцикл и 3 лёгких грузовика)
  - 1/,2/,3/61-й санитарный взвод, каждый с:
    - Штаб взвода (4 мотоцикла с бортовым автомобилем и 2 лёгких автомобиля)
    - 2 отделения (8 санитарных машин Kfz 31)
- 61-й моторизованный отряд военной полиции
  - Отряд (12 мотоциклов, 4 мотоцикла с бортовым автомобилем, 14 лёгких автомобилей, 1 лёгкий грузовик и 2 ручных пулемёта)
- 61-я моторизованная полевая почта
  - Отряд (3 лёгких автомобиля и 1 средний грузовик)[13]

1943 год
- 15-й танковый полк (Panzer-Regiment 15)
- 110-й моторизованный полк (Panzer-Grenadier-Regiment 110)
- 111-й моторизованный полк (Panzer-Grenadier-Regiment 111)
- 119-й артиллерийский полк (Panzer-Artillerie-Regiment 119)
- 11-й разведывательный батальон (Panzer-Aufklärungs-Abteilung 11)
- 61-й противотанковый дивизион (Panzerjäger-Abteilung 61)
- 277-й дивизион ПВО (Heeres-Flak-Artillerie-Abteilung 277)
- 209-й сапёрный батальон (Panzer-Pionier-Bataillon 209)
- 89-й батальон связи
- 61-й батальон снабжения (Panzer-Versorgungstruppen 61)

## Командиры дивизии
- С 1 августа 1940 — генерал-майор Людвиг Крювель
- С 15 по 24 августа 1941 — генерал-лейтенант Гюнтер Ангерн
- С 24 августа 1941 — генерал-майор Ханс-Карл фрайхерр фон Эзебек
- С 20 октября 1941 — генерал-майор Вальтер Шеллер
- С 16 мая 1942 — генерал-майор (с января 1943 — генерал-лейтенант) Герман Бальк
- С 15 мая 1943 — генерал-майор Йохан Микль
- С 10 августа 1943 — полковник (с ноября 1943 — генерал-майор, с июля 1944 — генерал-лейтенант) Венд фон Витерсхайм

## Награждённые Рыцарским крестом Железного креста

### Рыцарский Крест Железного креста (45)
- Людвиг Крювель, 14.05.1941 — генерал-майор, командир 11-й танковой дивизии
- Теодор граф Шиммельманн фон Линденбург, 14.05.1941 — майор, командир 2-го батальона 15-го танкового полка
- Теодор Больманн-Комбринк, 08.08.1941 — оберст, командир 111-го стрелкового полка
- Бруно фрайхерр фон Бракель, 23.08.1941 — обер-лейтенант, командир 3-й роты 15-го танкового полка
- Вилли Вельш, 29.09.1941 — капитан, командир 2-й роты 110-го стрелкового полка
- Хельвиг Луц, 15.11.1941 — оберст, командир 110-го стрелкового полка
- Герхард Хензель, 26.12.1941 — обер-фельдфебель, командир взвода 2-й роты 15-го танкового полка
- Хорст фон Узедом, 31.12.1941 — майор, командир 61-го мотоциклетного батальона
- Герхард Флорин, 02.02.1942 — капитан резерва, командир 2-го батальона 111-го стрелкового полка
- Хельмут Тома, 03.05.1942 — обер-лейтенант, командир 9-й батареи 119-го артиллерийского полка
- Алоиз Ассманн, 18.09.1942 — обер-ефрейтор, наводчик 1-й роты 61-го противотанкового артиллерийского дивизиона
- Карл Лестманн, 25.01.1943 — капитан, командир 2-го батальона 15-го танкового полка
- Пауль фрайхерр фон Хаузер, 25.01.1943 — капитан, командир 61-го мотоциклетного батальона
- Карл Кеттерер, 24.03.1943 — обер-фельдфебель, командир взвода 7-й роты 15-го танкового полка
- Антон Доннхаузер, 18.07.1943 — капитан, командир 2-го батальона 111-го моторизованного полка
- Фриц Йокиш, 28.07.1943 — фельдфебель, командир взвода 3-й роты 110-го моторизованного полка
- Эберхард Мюнцнер, 23.08.1943 — капитан, адъютант 111-го моторизованного полка
- Вильгельм Пирх, 13.09.1943 — капитан, командир 11-го разведывательного батальона
- Ганс Бёльзен, 17.09.1943 — оберст, командир 111-го моторизованного полка
- Эдель-Генрих Цахарие-Лингенталь, 18.09.1943 — капитан, командир 2-го батальона 15-го танкового полка
- Дитер Мунд, 19.09.1943 — лейтенант резерва, командир 1-й роты 61-го противотанкового артиллерийского дивизиона
- Вилли Фрост, 24.09.1943 — обер-фельдфебель, командир взвода 4-й роты 15-го танкового полка
- Эрнст Кляйншмидт, 30.09.1943 — лейтенант резерва, батальонный адъютант 111-го моторизованного полка
- Хайнц Ротхардт, 30.09.1943 — унтер-офицер, командир взвода 2-й роты 11-го разведывательного батальона
- Гвидо фон Вартенберг, 06.10.1943 — майор, командир 111-го моторизованного полка
- Карл Тиме, 30.10.1943 — капитан, командир 1-го батальона 110-го моторизованного полка
- Гюнтер Барч, 12.11.1943 — унтер-офицер, командир отделения 2-й роты 110-го моторизованного полка
- Ганс-Георг Борк, 23.12.1943 — обер-лейтенант резерва, командир 3-й роты 209-го сапёрного батальона
- Хайнц Бёдикер, 09.01.1944 — капитан резерва, командир 209-го сапёрного батальона
- Альберт Хенце, 15.01.1944 — оберст, командир 110-го моторизованного полка
- Йозеф Грабовски, 18.01.1944 — лейтенант, командир 4-й роты 110-го моторизованного полка
- Карл фон Зиверс, 06.03.1944 — майор, командир 1-го батальона 15-го танкового полка
- Лоренц Хартан, 12.06.1944 — обер-фельдфебель, командир сапёрного взвода 5-й роты 11-го разведывательного батальона
- Иоахим Менцель, 10.09.1944 — майор, командир 277-го зенитно-артиллерийского моторизованного дивизиона
- Арнольд Кесслер, 04.10.1944 — майор, командир 61-го противотанкового артиллерийского дивизиона
- Франц Дановски, 18.10.1944 — обер-лейтенант, командир 10-й (сапёрной) роты 111-го моторизованного полка
- Отто Грумбт, 28.10.1944 — капитан, командир 2-го батальона 111-го моторизованного полка
- Аугуст Шнёк, 05.11.1944 — обер-лейтенант резерва, командир 209-го сапёрного батальона
- Хайнц Вольфф, 12.12.1944 — капитан резерва, командир 1-го батальона 110-го моторизованного полка
- Вернер фрайхерр фон Рюппрехт, 12.12.1944 — майор, командир 111-го моторизованного полка
- Герберт Тильгнер, 18.12.1944 — обер-лейтенант резерва, командир 2-й роты 61-го противотанкового артиллерийского дивизиона
- Рудольф Кеппель, 01.02.1945 — капитан, командир караульной роты 11-й танковой дивизии
- Эрих Хаммон, 01.02.1945 — оберстлейтенант, командир 119-го танкового артиллерийского полка
- Георг Колодзейчик, 05.03.1945 — обер-фельдфебель, командир взвода 3-й роты 15-го танкового полка
- Кай-Лоренц барон фон Брокдорфф, 14.04.1945 — обер-лейтенант, полковой адъютант 15-го танкового полка

### Рыцарский Крест Железного креста с Дубовыми листьями (4)
- Людвиг Крювель (№ 34), 01.09.1941 — генерал-лейтенант, командир 11-й танковой дивизии
- Герман Бальк (№ 155), 20.12.1942 — генерал-майор, командир 11-й танковой дивизии
- Майнрад фон Лаухерт (№ 396), 12.02.1944 — оберст, командир 15-го танкового полка
- Карл Тиме (№ 627), 23.10.1944 — майор, командир 111-го моторизованного полка

### Рыцарский Крест Железного креста с Дубовыми листьями и Мечами (3)
- Герман Бальк (№ 25), 04.03.1943 — генерал-лейтенант, командир 11-й танковой дивизии
- Венд фон Витерсхайм (№ 58), 26.03.1944 — генерал-майор, командир 11-й танковой дивизии
- Карл Тиме (№ 156), 09.05.1945 — оберстлейтенант, командир 110-го моторизованного полка